# NGC 3910
NGC 3910 este o galaxie lenticulară situată în constelația Leul. A fost descoperită în 3 martie 1869 de către Otto Vasilievici Struve⁠(d). Se află la o distanță de 113,61 megaparseci de Pământ.